# Карл XI
Карл XI (швед. Karl XI; 24 листопада 1655 — 5 квітня 1697) — король Шведської імперії (1660-1697) з династії Віттельсбахів. Син Карла X Густава та Ядвіги Елеонори Гольштейн-Готторпської.

## Регентство
Під час його неповноліття країною керували Магнус Габріель Делагарді та регентська рада; вони поспішили укласти мир з усіма сусідніми державами, з якими воював Карл X Густав. У 1660 році був укладений мирний договір в Оліві між Шведською імперією та Річчю Посполитою, в якому взяли участь і Бранденбург, і імператор: Лівонія була формально передана Шведській імперії, і польський король назавжди відмовився від своїх домагань на шведський престол. У Копенгагені було укладено мир між Шведською імперією і Данією-Норвегією, в 1661 році, в Кардісі — між Шведською імперією та Московським царством. Зовнішня політика Шведської імперії під час регентства коливалася між Французьким королівством та його ворогами — Королівством Англія і Нідерландами; всередині держава потерпала від чвар і заворушень.

## Самостійне правління
Карла було оголошено повнолітнім 1672 року; риксдаг, скликаний з цієї нагоди, постановив продовжувати редукцію Карла X. За умовами союзу з Французьким королівством, Шведська імперія повинна була захопити військовим шляхом Бранденбург; але шведи зазнавали поразку за поразкою, програли битву при Фербелліне (1675), втратили майже всі свої володіння в Померанії. В альянс з Бранденбургом вступив і король Кристіан V. Війну з Данією вирішила битва при Лунді (в грудні 1676 року), одна з найбільш кровопролитних у північній історії, яка закінчилася повною поразкою датчан. Перемога збільшила лояльність шведів до свого короля; замовкли ремствування і протест, король з більшою енергією міг продовжувати війну. На морі перемагали данці, на суші — шведи. У Померанії бранденбурзькі війська зайняли Щецин. Данська і Бранденбурзька війни закінчилися в 1679 році, перша — миром у Лунді, друга — миром у Сен-Жермен-ан-Ле.

## Реформи
Після 1679 року Карл провів внутрішні реформи; головним його радником був Юхан Юлленшерна. У зовнішніх справах вирішено було триматися самостійної політики і тому остаточно порвати з Францією. Мир на півночі міг бути зміцнений тільки зближенням з Данією, що й було досягнуто договором про нейтралітет для захисту торговельних зносин скандинавських народів і шлюбним союзом Карла XI і данської принцеси Ульріки Елеонори Ольденбурзької.
Усередині країни редукція послабила дворянство і аристократію; король визнав можливим зовсім скасувати всякі його державні форми, що і було виконано, за згодою риксдагу, в 1680 році. Король міг тепер скликати риксдаг, коли йому було це необхідно. Державна рада був перейменована в королівську. Незабаром в руки короля перейшли редукція, законодавча влада і право накладати податі: стани втратили своє колишнє значення. Була утиснута свобода друку; духовенство поширювало в народі вчення про божественне походження королівської влади. Економічний лад держави досяг завдяки редукції квітучого стану. Редукція дала державі капітал із щорічним доходом в 2,5 млн талерів; вона ж поклала край залежності селян від дворянства.
Маючи в своїх руках достатні матеріальні засоби, Карл взявся за реформу військової справи. Держава була розділена на області, з яких кожна була зобов'язана утримувати відому кількість кінного війська. Завдяки цим реформам у Шведській імперії було 38 тисяч вояків постійного війська, в провінціях — 25 тис. Була побудована нова військова гавань — Карлскруна.
У знову придбаних (від Данії) провінціях на півдні Швеції (Сконе, Блекінге і Халланд) шведська мова був зроблена мовою церкви і шкіл, був відновлений Лундський університет, введені шведські закони. Свої балтійські володіння Карл хотів також тісніше пов'язати зі Шведською імперією але тут редукція викликала сильний ремство, і проти короля склалася опозиція на чолі з Паткулем. Загальному добробуту королівства сприяли введені королем поліпшення в гірничій справі, в торгівлі та промисловості. Частий голод в останні роки царювання Карла викликав великі лиха в північній Швеції, Фінляндії та остзейських провінціях. У 1686 р. вийшов новий закон про церкви, в силу якого духовенство підпорядковане державі та введені новий катехізис, новий служебник і молитовник.

## Родина
Дружина — Ульріка-Елеонора Ольденбурзька
Діти:
- Карл XII, король Шведської імперії;
- Ульріка Елеонора, королева Шведської імперії;
- Ядвіга Софія, герцогиня Гольштейн-Готторпська (бабуся Петра III)